# Vernerus Nicolai
Vernerus Nicolai, död 24 november 1524, var en svensk ärkediakon.

## Biografi
Vernerus Nicolai var 1499 kansler hos biskopen Henrik Tidemansson i Linköpings stift. Han var 1501 kanik och fick påskaftonen 1501 S:t Lars församling i Linköping som prebende. Vernerus Nicolai var 1502 i Rom och flyttade samma år till Sverige. Han var 1503 sändebud i Preussen och Livland och  1506 i Polen.  Vernerus Nicolai blev 1510 ärkediakonoch deltog 1513 i visitationen av Vadstena kloster tillsammans med biskop Hans Brask i Linköpings stift. 1520 var han sekreterare i Linköpings domkapitel och förste sekreterare vid en apostoliska stolen. Han avled 1524 och fick då en avskedshälsning av biskop Hans Brask och Ture Jönsson..
Han hade även Nykils församling och Hammars församling som prebende.
Vernerus Nicolai var god vän till biskop Hans Brask och Ture Jönsson (Tre Rosor).